# Jelīz Jand
Jelīz Jand (persiska: جليز جند) är en ort i Iran.   Den ligger i provinsen Teheran, i den centrala delen av landet, 120 km öster om huvudstaden Teheran. Jelīz Jand ligger 2 146 meter över havet och antalet invånare är 589.
Terrängen runt Jelīz Jand är huvudsakligen kuperad, men västerut är den bergig.Runt Jelīz Jand är det ganska glesbefolkat, med 23 invånare per kvadratkilometer. Närmaste större samhälle är Fīrūzkūh, 9,0 km söder om Jelīz Jand. Trakten runt Jelīz Jand är ofruktbar med lite eller ingen växtlighet.